# أسل خيطي الساق
أسل خيطي الساق (الاسم العلمي: Juncus filicaulis) نوع نباتي يتبع جنس الأسل وينتمي إلى الفصيلة الأسلية.